# 竹竿镇
竹竿镇，是中华人民共和国河南省信阳市罗山县下辖的一个乡镇级行政单位。

## 行政区划
竹竿镇下辖以下地区：
竹竿街社区、竹竿村、姚集村、张老店村、龙桥村、史河村、朱湖村、王集村、文湖村、河口寨村、胡大塘村、赵山村、曾山村、方窑村、尚庙村、新塘村、汪河村、淮河村、黄湖村、高庙村、傅店村和联湖村。